# Jorge Amaral
Pour les articles homonymes, voir Amaral.
Jorge Amaral Rodrigues est un footballeur puis entraîneur portugais né le 1er juin 1970 à João Belo. Il évoluait au poste d'ailier droit.

## Biographie
Il est champion du monde des moins de 20 ans en 1989.

## Carrière

### En tant que joueur
- 1988-1989 :  Académico Viseu (prêté par le Sporting)
- 1989-1994 :  Sporting Portugal
- 1994-1995 :  Benfica Lisbonne
- 1995-1996 :  FC Felgueiras
- 1996-1997 :  CF Belenenses
- 1997-1999 :  Vitória Setúbal
- 1999-2000 :  CD Santa Clara
- 2000-2003 :  Atlético Portugal
- 2003-2004 :  SC Olhanense
- 2004-2006 :  Beira-Mar Monte Gordo

### En tant qu'entraîneur
- 2004-2005 :  Seixal FC
- 2005-2006 :  GD Peniche
- 2006-2007 :  GD Estoril-Praia (adjoint)
- 2007-2008 :  GD Fabril do Barreiro
- 2008-2010 :  GD Peniche
- 2010-2011 :  Real SC

## Palmarès

### En sélection
- Vainqueur de la Coupe du monde des moins de 20 ans en 1989